# Thalerommata meridana
Thalerommata meridana is een spinnensoort uit de familie Barychelidae. De soort komt voor in Mexico.